# مایر پرینستین
مایر پرینستین (به انگلیسی: Myer Prinstein) ورزشکار مرد رشتهٔ دو و میدانی اهل ایالات متحده آمریکا است. وی در بین سال‌های ‎۱۹۰۰ تا ۱۹۰۴ میلادی در مسابقات بازی‌های المپیک تابستانی در مجموع ۴ مدال، شامل ۳ مدال طلا و ۱ نقره را کسب کرد.